# Ratpenat de nas tubular de les illes Santa Cruz
El ratpenat de nas tubular de les illes Santa Cruz (Nyctimene sanctacrucis) és un ratpenat probablement extint originari de les illes Santa Cruz (Salomó), a prop del límit oriental de la distribució dels megaquiròpters de nas tubular. Té els narius semblants a tubs i una envergadura alar d'aproximadament 40 cm.
L'última observació que se'n feu fou a l'illa de Nendö, l'any 1907. L'únic espècimen fou una femella donada al Museu Australià de Sydney el 1892. Tot i que probablement s'extingí a causa de la desforestació, la Unió Internacional per a la Conservació de la Natura (UICN) considera que no hi ha dades suficients per considerar-lo extint amb certesa.